# Kirchberg an der Murr
Kirchberg an der Murr é um município da Alemanha localizado no distrito de Rems-Murr-Kreis, região administrativa de Estugarda, estado de Baden-Württemberg.